# María Inés Teresa Arias Espinosa
Manuela de Jesús Arias Espinosa, M.C., řeholním jménem María Inés Teresa od Nejsvětější svátosti (7. července 1904, Ixtlán del Río – 22. července 1981, Řím) byla mexická římskokatolická řeholnice, zakladatelka a členka kongregace Misionářek klarisek od Nejsvětější svátosti a zakladatelka sdružení Misionářů Krista pro univerzální církev. Katolická církev ji uctívá jako blahoslavenou.

## Život
Narodila se dne 7. července 1904 v Ixtlán del Río v Nayaritu jako páté z osmi dětí rodičům Eustaquiovi Ariasovi Arronizovi a Marii Espinosa López Portillo. Roku 1911 přijala své první svaté přijímání.
Během eucharistického kongresu roku 1924 se rozhodla pro řeholní život, kdy se inspirovala sv. Terezií z Lisieux. Definitivně se pro vstup do kláštera rozhodla na slavnost Krista Krále roku 1926.

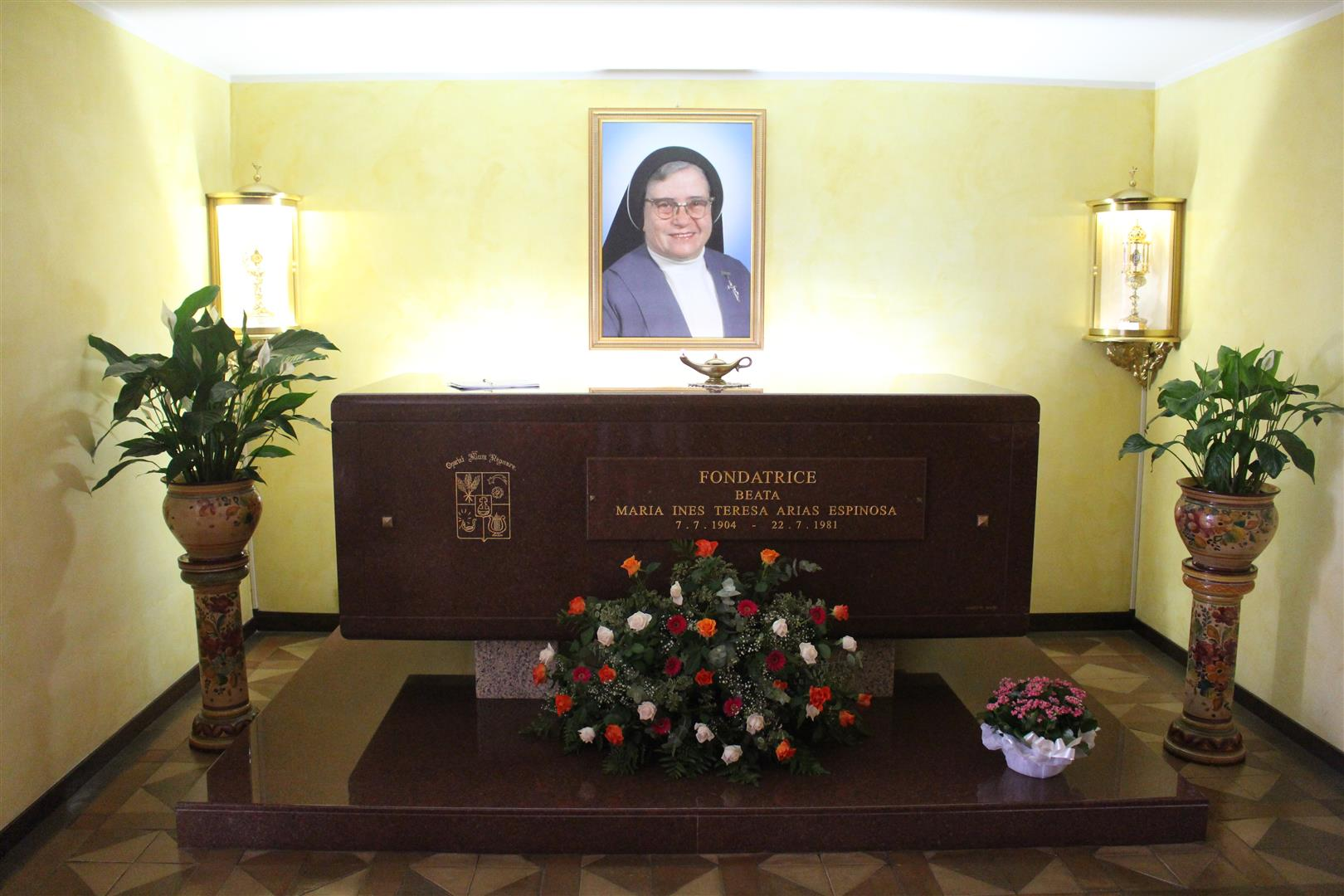
Její hrobka v Římě

Do kláštera klarisek-kapucínek vstoupila kvůli povstání kristerů nikoli v Mexiku, ale v Los Angeles v USA dne 5. června 1929. Své první dočasné řeholní sliby v řádu složila dne 12. prosince 1930, doživotní pak 14. prosince 1933. Zvolila si řeholní jméno María Inés Teresa od Nejsvětější svátosti. Do roku 1949 pak žila klauzurním životem. Dne 23. srpna 1945 založila ve městě Cuernavaca ženskou řeholní kongregaci Misionářek klarisek od Nejsvětější svátosti. Do kongregace následně sama přestoupila. Dne 22. června 1951 obdržela jí založená kongregace papežské potvrzení o svém založení. Dne 23. listopadu 1979 založila sdružení Misionářů Krista pro univerzální církev.
Dne 9. prosince 1980 měla v Římě audienci u papeže sv. Jana Pavla II. Zemřela dne 22. července 1981 v Římě, kde je také pohřbena.

## Úcta
Její beatifikační proces započal dne 1. prosince 1992. Dne 3. dubna 2009 ji papež Benedikt XVI. podepsáním dekretu o jejích hrdinských ctnostech prohlásil za ctihodnou. Dne 27. června 2011 byl uznán zázrak na její přímluvu, potřebný pro její blahořečení.
Blahořečena pak byla dne 21. dubna 2012 bazilice Panny Marie Guadalupské ve městě Ciudad de México. Obřadu předsedal jménem papeže Benedikta XVI. kardinál Angelo Amato.
Její památka je připomínána 22. července. Bývá zobrazována v řeholním oděvu.